# Gunter z Merseburga
Gunter z Merseburga (ur. ok. 920, zm. 13 lipca 982) – margrabia Miśni w latach 979–982, ojciec Ekkeharda I i Guncelina z Kuckenburga.
Był synem Ekkeharda (zm. 954), syna Zygfryda i Kotehindy, pochodzącej z rodu Ludolfingów.
W 974 roku znajdował się wśród stronników Henryka II Kłótnika, zbuntowanych przeciwko cesarzowi Ottonowi II. Zginął w bitwie pod Krotoną.
Zdaniem części badaczy żoną Guntera była Dobrawa Przemyślidka. Pogląd ten odrzucał Oswald Balzer.